# SEGA FARO
SEGA FARO（セガ・ファロ）はセガ（後のセガ・インタラクティブ）から1974年に発売されたメダルゲームである。

## 概要
筐体は電光ルーレット部分とプレイヤーがベットを行う部分に分かれている。同時に5人までがプレイすることが可能である。
電光ルーレットは36分割されていて、その分割されたスペースには2・4・6・8・10・30のいずれかの数字が書かれている。数値が大きいほどルーレット上に書かれている個数は少ない。また、「0」は存在しない。
プレイヤーは筐体に内蔵された8トラックテープの英語による音声案内の間にルーレットに出る目を予測し、その目の数字ごとに設けられた投入口にメダルを入れベットする。音声案内終了後、ベルが１回鳴り電光ルーレットが回り出す。止まった所の数字に賭けていたプレイヤーが勝者になり、ベットしたメダル一枚に付き当たった目の数字と同じ枚数のメダルを獲得することが出来る。なお、プレーヤーが居ようと居まいと繰り返しゲームが進行する。
メダルの払い出し機は現代のようなホッパーではなく、縦に配置された筒型のパイプと電磁石を組み合わせた旧式のメダル払い出し機であり、勝ちが続くと容易にメダル切れを生じ、メモリーもない事から不払いが発生する。そのためか、出目の30にはメダルは2枚しか賭けられない。
出目の決定は電子的なものではなく、筐体盤面と同じ配列で基板上に36個のピン（電気接点）が円形に配置されており、円の中央にモーターが設置され、モーターの軸にはプロペラ状の板に金属ブラシが付いており、モーターの回転により、金属ブラシがピンをなぞるように回転していく。電磁石の力でプロペラの回転を強制的にストップし、ピンと金属ブラシの位置で出目が決定する。
有接点リレーを用いたシーケンス構造のため、コンセントのプラグを抜き差しする方法で攻略法が存在した。攻略の方法は次の通り。
1. ルーレットが回り始めたらコンセントを抜き、そして挿す。するとルーレットの回転がストップし出目が現れる。しかし、音声案内は続行したままでゲームは進行している。
2. 出目が現れたときに、例えば出目が10であれば、10にメダルをベットする。本来ならばゲーム進行中にメダルをベットすることはできないが、コンセントを抜き挿しした場合はベット可能になる。
3. 音声案内のゲーム終了ブザーが鳴り、ゲームが終了するが出目は10で確定するので、10の払い出しが行われる。

この方法を用いれば常に勝ち続けることが可能だった。
ゲームルールとしてはマネー・ホイールと類似している。盤面の意匠が類似するコナミ社のピカデリーサーカスの発売は1975年で、セガ・ファロよりも後発である。

## 続編
FARO JACKという名前で、電光ルーレットではなく数字の書かれた円盤が回転するようになり、またプログレッシブジャックポットを導入することで一攫千金が狙えるようになった続編が出ている。